# White Settlement
White Settlement è un comune degli Stati Uniti d'America, situato in Texas, nella contea di Tarrant. Si trova nell'area suburbana occidentale di Fort Worth.